# Enoicyla costae
Enoicyla costae là một loài Trichoptera trong họ Limnephilidae. Chúng phân bố ở miền Cổ bắc.